# بیشوفس‌هوفن
شهر بیشوفس‌هوفن (به آلمانی: Bischofshofen) در استان سالزبورگ با جمعیت ۱۰٬۱۵۲  نفر در کشور اتریش واقع شده‌است.

## نگارخانه

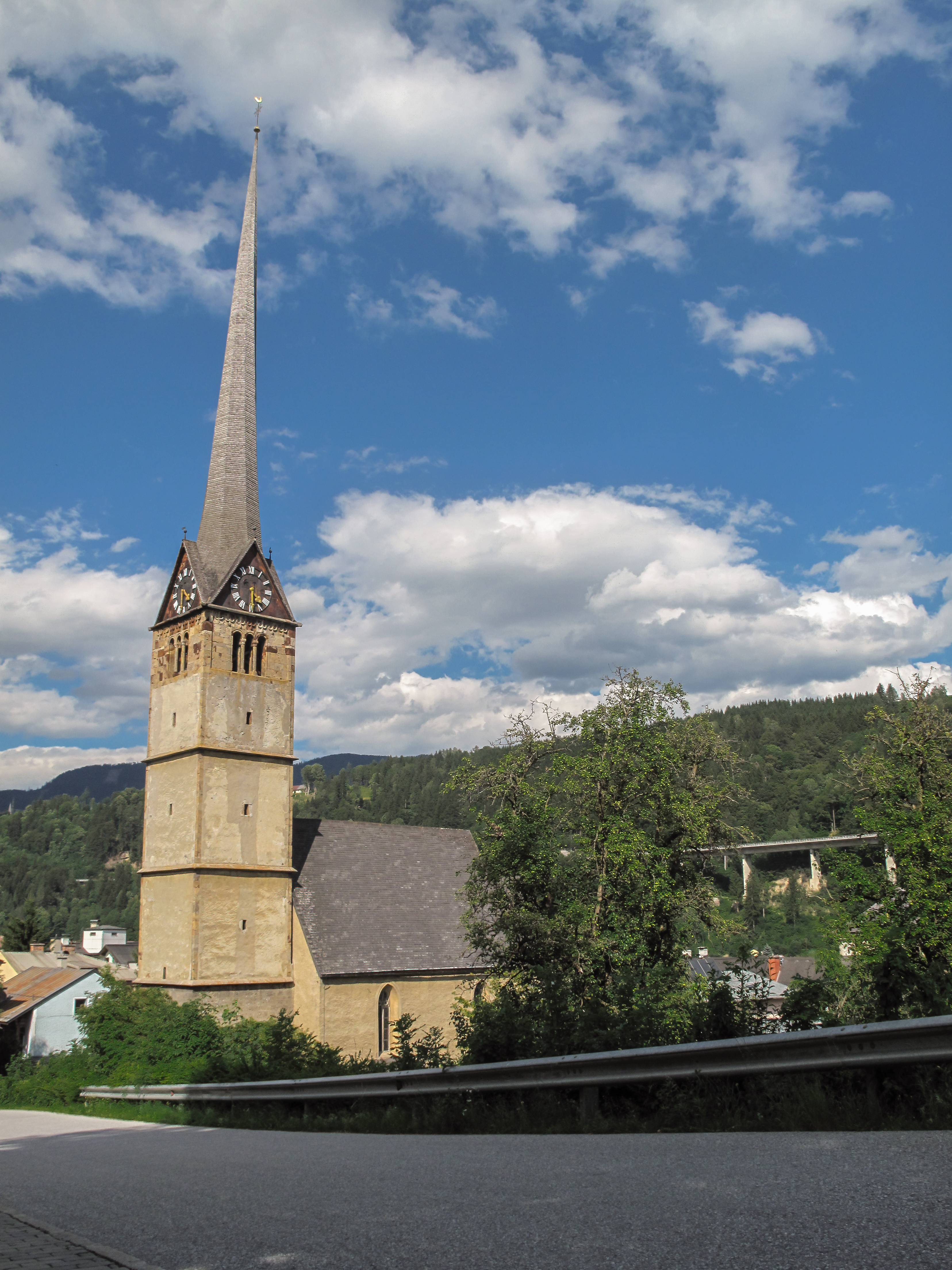
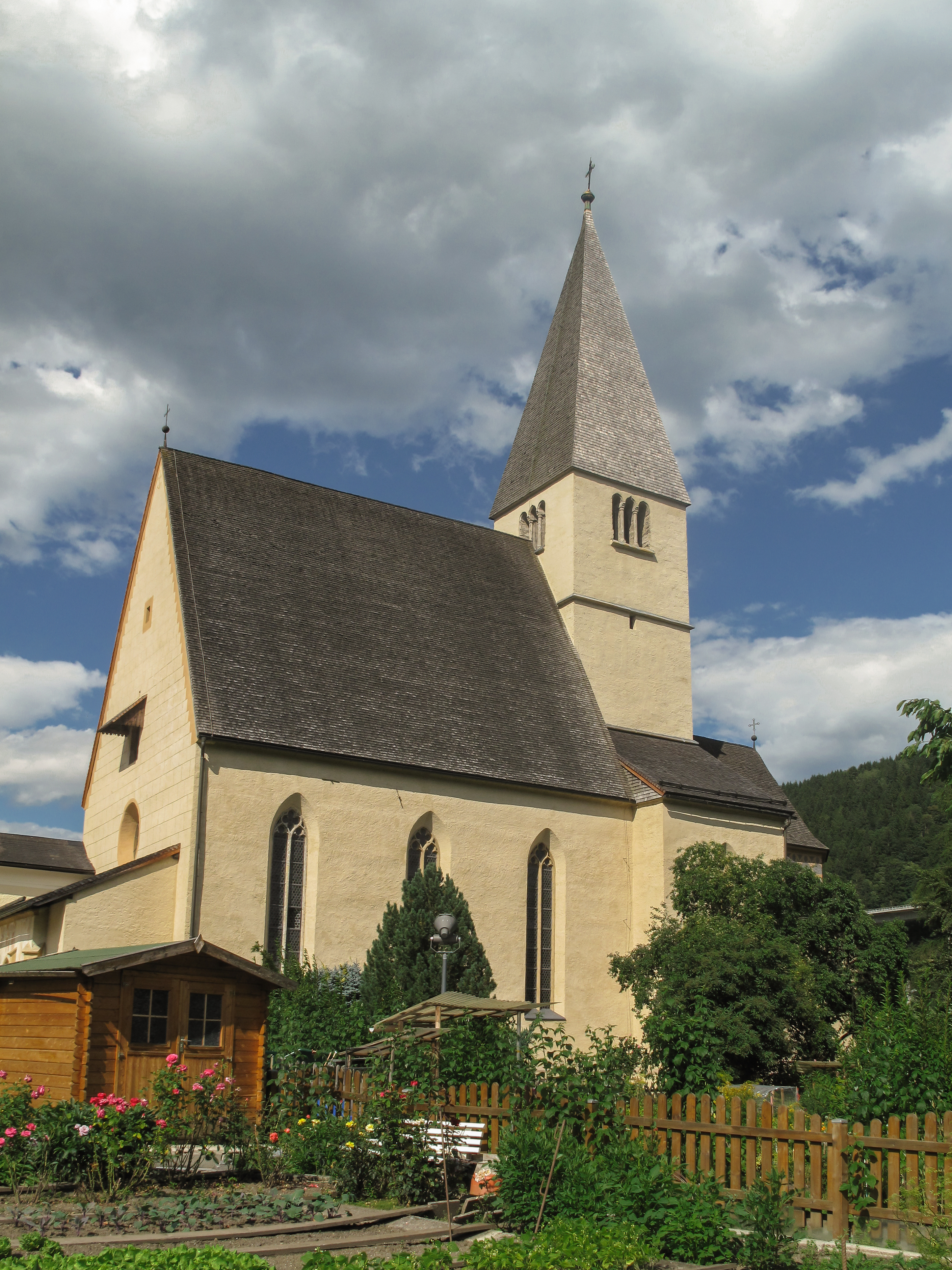